# Viva la mañana
Viva la mañana fue un programa de televisión chileno, de tipo magacín matinal, producido y transmitido por Canal 13 en dos periodos entre el 4 de marzo de 2002 al 16 de febrero de 2007 y el 6 de marzo de 2009 al 10 de diciembre de 2010. En su último ciclo fue emitido de 8:30 a 11:30 horas, aunque en 2 temporadas se transmitió sólo hasta las 11:00. En su primer ciclo se emitió desde las 8:00 hasta las 12:00.  

## Historia

### Primer periodo (2002-2007)
Se estrenó el lunes 4 de marzo de 2002, cuando debutó la nueva franja matinal de Canal 13 titulada Viva la mañana y que comprendía el matinal del mismo nombre conducido por Javier Miranda y la cubana Alicia Pedroso, el espacio de servicios ¡Arriba el ánimo! con Paulina Nin -programa que en realidad, empezó el lunes 1 de abril de ese año-, y el programa de mediodía Con Ustedes con Julio Videla y Karla Constant.
A siete meses de su inicio, dada la baja sintonía, Alicia Pedroso fue reemplazada el 14 de octubre de 2002 por una dupla compuesta por Karla Constant e Iván Valenzuela. Además, Javier Miranda continuó con un rol menor hasta el 31 de diciembre de ese año. La dupla Valenzuela-Constant se mantuvo durante todo 2003 y en marzo de 2004 se sumó Cristián Sánchez, debido a su buen desempeño como conductor suplente durante las vacaciones de Iván Valenzuela.
El 28 de enero de 2005, Iván Valenzuela se despidió de Viva la mañana para conducir el programa informativo En boca de todos con Carolina Urrejola y su puesto fue tomado por Marcelo Comparini el 31 de enero de ese año. En ese año se creó una sección de espectáculos llamada Alfombra roja, y que debido a su éxito, al año siguiente -2006- se transformó en un programa independiente.
El 6 de marzo de 2006 se renueva el espacio, ahora conducido por Jeannette Moenne-Loccoz, Soledad Onetto y Carlo von Mühlenbrock, quien dejó el programa en noviembre de ese año, un poco antes de su cancelación, ya que promediaba entre 3 y 4 puntos. Durante el verano de 2007, hasta el viernes 16 de febrero de ese año, se emitió una temporada veraniega conducida por Moenne-Loccoz y el periodista Germán Valenzuela, en la que se hacían concursos en la piscina Antilén del Cerro San Cristóbal.
Durante el Festival de Viña del Mar 2007, el espacio de Viva la mañana fue cedido a un programa satélite especial llamado Festival de Vivi del Mar, conducido por Vivi Kreutzberger. El lunes 1 de marzo de 2007, se estrena el nuevo matinal Juntos, el show de la mañana.

### Segundo periodo (2009-2010)
Luego de 2 años fuera de pantalla, el matinal Viva la mañana volvió a ver la luz el viernes 6 de marzo de 2009, esta vez a cargo de dos nuevos conductores inexpertos en matinales; por un lado Fernanda Hansen, que anteriormente era comentarista de farándula en el matinal Buenos días a todos de TVN, y Sebastián Jiménez, veterinario y exconductor de programas como La ley de la selva y Morandé con compañía, ambos de Mega.
La nueva temporada de Viva la mañana comenzó el viernes 6 de marzo a las 8:30, marcando 6,9 puntos de índice de audiencia, quedando en segundo lugar después de Buenos días a todos, el cual marcó 7,1 puntos de índice de audiencia; este fue un estreno adelantado, ya que se tenía previsto su comienzo para el lunes 9 de marzo. Esta vez el matinal se enfocó en la ayuda social, y trae de vuelta a la antigua pareja de reporteros "Bri-Cha" formada por Alejandro Chávez y Cristián Briceño. El programa llegó a ganarle a Buenos días a todos en cinco oportunidades dentro de su primer año, iniciando con esto una fuerte guerra entre matinales. Durante cuatro meses, Hansen debió ser reemplazada en la conducción del matinal debido a un accidente que sufrió a caballo, primero por la chef Carolina Correa, y en las dos últimas semanas de su receso por Vivi Kreutzberger, volviendo definitivamente el 14 de diciembre de 2009 al espacio.
Este matinal no alcanzó a estar dos años al aire y en noviembre de 2010 se anunció que ni Jiménez y Hansen renovarían sus contratos con Canal 13 y todo el equipo del programa sería cambiado. El día 10 de diciembre de 2010 se despidió para siempre de su público en medio de lágrimas y sollozos. Un nuevo programa Bienvenidos, debutó en marzo de 2011 con Martín Cárcamo y Tonka Tomicic en la conducción.

## Conductores
- Javier Miranda (4 de marzo-31 de diciembre de 2002)
- Alicia Pedroso (4 de marzo-11 de octubre de 2002)
- Iván Valenzuela (14 de octubre de 2002-28 de enero de 2005)
- Karla Constant (14 de octubre de 2002-3 de marzo de 2006)
- Vanessa Reiss (enero-febrero de 2004)
- Cristián Sánchez (febrero de 2004-3 de marzo de 2006)
- Marcelo Comparini (31 de enero de 2005-3 de marzo de 2006)
- Jeannette Moenne-Loccoz (6 de marzo de 2006-16 de febrero de 2007)
- Carlo von Mühlenbrock (6 de marzo-noviembre de 2006)
- Soledad Onetto (6 de marzo-noviembre de 2006)
- Germán Valenzuela (diciembre de 2006-16 de febrero de 2007)
- Fernanda Hansen (6 de marzo de 2009-10 de diciembre de 2010)
- Sebastián Jiménez (6 de marzo de 2009-10 de diciembre de 2010)

## Panelistas
- Andrea Labarca (2003-2004)
- Francisco Saavedra (2009-2010)[6]
- Pamela Díaz (2010)[6]
- Daniel "Ex Huevo" Fuenzalida (2010)
- Daniel Stingo (2010)